# Snippen (przystanek kolejowy)
Snippen – kolejowy przystanek osobowy w Snippen, w regionie Oslo w Norwegii, jest oddalony od Oslo Sentralstasjon o 17,68 km. Jest położony na wysokości 155,6 m n.p.m.

## Ruch pasażerski
Leży na linii Gjøvikbanen. Jest elementem  kolei aglomeracyjnej w Oslo - w systemie SKM ma numer  300.  Obsługuje Oslo Sentralstasjon, Gjøvik. Pociągi odjeżdżają w obu kierunkach co pół godziny; Pociągi jadące do Gjøvik nie zatrzymują się na tej stacji. 

## Obsługa pasażerów
Wiata. Odprawa podróżnych odbywa się w pociągu.